# Burning Bright
"Burning Bright" é uma canção escrita por Tony Battaglia e Brent Smith, gravada pela banda Shinedown.
É o terceiro single do álbum de estreia lançado em 2003 Leave a Whisper